# Torsten Wöhlert
Torsten Wöhlert (* 12. September 1961) ist ein deutscher Iranwissenschaftler, Journalist und Politiker (seit 2016 Die Linke). Er war von 2016 bis 2023 Staatssekretär in der Berliner Senatsverwaltung für Kultur und Europa ernannt.

## Werdegang
Wöhlert absolvierte sein Abitur 1980 an der Goethe Oberschule Schwerin. Anschließend leistete er von 1980 bis 1982 Wehrdienst bei der NVA. Daraufhin studierte er Iranistik an der Humboldt-Universität zu Berlin. Dort wurde er im Jahr 1990 mit einer Arbeit über die sozio-ökonomische und politische Entwicklung der Irans während des Ersten Golfkrieges promoviert. Anschließend arbeitete er bis zu dessen Abwicklung am Institut für Friedens- und Konfliktforschung der Humboldt-Universität zu Berlin und war sodann als außenpolitischer Berater des Bundestagsabgeordneten Manfred Müller tätig.
Im Anschluss arbeitete er bei der Wochenzeitung der Freitag und war dort für Politik und Kultur zuständig, bis er am 11. Februar 2002 von Thomas Flierl zum neuen Leiter der Presse- und Öffentlichkeitsarbeit in der Senatsverwaltung für Wissenschaft, Forschung und Kultur ernannt wurde. Diese Position behielt er auch unter Staatssekretär André Schmitz inne, nachdem im November 2006 der Posten des Kultursenators abgeschafft und die Kulturverwaltung direkt dem Regierenden Bürgermeister von Berlin zugeordnet wurde. Auf eigenen Wunsch wechselte er jedoch im Jahre 2012 zur landeseigenen Kulturprojekte Berlin GmbH und leitete dort als Stellvertreter des Geschäftsführers den Bereich Kulturelle Bildung, Online-Portale und Spielstätten.
Am 8. Dezember 2016 wurde er unter Senator Klaus Lederer zum Staatssekretär in der Berliner Senatsverwaltung für Kultur und Europa ernannt und folgte damit Tim Renner als Kulturstaatssekretär nach. Mit der Bildung des Senates Wegner im April 2023 schied er als Staatssekretär aus.

## Veröffentlichungen
- Iran: die pragmatische Republik Gottes? IKO-Verlag, Frankfurt a. M. 1993. ISBN 978-3-88939-378-4
- Modellfall Golfkrieg? IKO-Verlag, Frankfurt a. M. 1991. ISBN 978-3-88939-044-8